# Полівініловий спирт
По́лівіні́ловий спи́рт (ПВС) — водорозчинний синтетичний полімер.  

## Властивості і використання
Білий порошок, густина 1,2-1,320. Розчинний у воді при нагріванні. ПВС-плівка володіє жиростійкістю, газопроникністю. Використовується у виробництві полівінілацеталей, водорозчинних плівок, в тому числі для ковбас і інших мясних продуктів. Спеціальні марки ПВС використовують як плазмозамінник, а також у парфумерно-косметичній промисловості. Використовується для виготовлення клеїв, мазей і емульсій. В желеподібному стані служить для пломбування, а також для покриття опіків. Оброблений формальдегідом водонепроникний застосовувався у 1988 році для вживлень.
Полівініловий спирт містить сильно полярні групи (С(О)СН3,–ОН). Попри те, що елементарними ланками полівінілового спирту є молекули вінілового спирту, його синтез безпосередньою полімеризацією неможливий через нестійкість мономеру. Натомість його отримують з полівінілацетату.